# فرانك ماثيوز
فرانك ماثيوز (بالإنجليزية: Frank Matthews)‏ (26 ديسمبر 1902 في المملكة المتحدة - 1 يناير 1981 في المملكة المتحدة) هو لاعب كرة قدم بريطاني (وحمل سابقاً جنسية المملكة المتحدة لبريطانيا العظمى وأيرلندا) في مركز مهاجم داخلي. لعب مع نادي بارنسلي ونادي بلاكبول ونادي تشيسترفيلد ونادي ساوثهامبتون ونادي كارلايل يونايتد.